# Battaglia di Tobruch (1911)
La battaglia di Tobruch o della collina di Nadura fu un confronto armato della guerra italo-turca combattuto nel 1911 per il possesso della città costiera di Tobruch e del territorio a essa circostante.

## Antefatti
Tobruch era un porto di rilevanza strategica. Georg August Schweinfurth infatti affermò nel 1883 che: «La nazione che controlla Tobruch sarà padrona del Mediterraneo orientale». Il 3 ottobre 1911 la città venne raggiunta dalla I squadra delle forze navali italiane comandata dal viceammiraglio Augusto Aubry e il giorno seguente fu occupata senza incontrare resistenza.
Le forze turche e libiche furono riorganizzate da Ismail Enver dopo alcuni brevi scontri il 9 novembre successivo; a capo di queste forze fu posto Sheik Muberra, sostenuto dalla tribù Meryem.

## La battaglia
La battaglia vide 200 soldati italiani - solo una parte dei  2000 presenti nell'area di Tobruch -, impegnati nello scavo delle trincee sulla collina di Nadura nella valle di Mureyra, affrontare 200 volontari turchi e libici.
Il capitano Mustafa Kemal, comandante dei reparti ottomani nella regione di Tobruch, ordinò a Sheik Muberra di attaccare quanto prima al fine di evitare il congiungimento dei rinforzi con le truppe italiane stanziate sulla collina. Con l'assenso di Edhem Pascià, 12 soldati turchi, il tenente Necip Efendi e 120 volontari libici partirono alla riconquista della collina, difesa da 200 soldati italiani. Le forze turco-libiche giunsero alla collina di Nadura poco prima dell'alba e la cinsero d'assedio. I soldati italiani, colti di sorpresa, reagirono in modo disorganizzato e senza poter contare sull'appoggio dei cannoni. Le posizioni italiane furono conquistate in 2 ore e i bersaglieri si ritirarono a Tobruch, abbandonando nelle mani dei nemici 3 mitragliatrici insieme a molte munizioni.
Poco dopo i soldati turco-libici furono fronteggiati dai rinforzi italiani che si stavano dirigendo verso la collina.

## Conseguenze
Le vittime tra i soldati italiani furono circa 200, non contando l'equipaggiamento, i fucili e le munizioni lasciate dai bersaglieri. La battaglia della collina di Nadura fu significativa nell'arginare l'avanzata italiana verso l'entroterra di Tobruch, benché secondaria:  il porto rimase agli italiani che, nel 1912, si reimpossessarono di questi luoghi quando ebbero un maggior numero di uomini.